# あと3回、君に会える
『あと3回、君に会える』（あとさんかい きみにあえる）は、2020年3月31日の火曜 21:00 - 22:54にカンテレ制作・フジテレビ系で放送されたテレビドラマ。主演は山本美月。映像制作会社に勤める女性とキッチンカーの短期アルバイターの男性の恋愛を描く。
なお、本作が山本演じる女性の視点で描かれるのに対し、放送終了後にU-NEXTで独占配信される『君と会えた10+3回』（きみとあえたじゅうとさんかい）は眞栄田郷敦演じる男性の視点で描かれる。

## キャスト
玉木楓〈29〉
演 - 山本美月
小規模の映像制作会社で働くディレクター。マッチングアプリで男性との出会いを求めているが、3回以上誘われたことがない。
道林征史郎〈22〉
演 - 眞栄田郷敦
キッチンカーの短期アルバイト。物心がついた時から人の背中に人生で出会える回数の数字が見える不思議な力を持つ。
澤村洸二〈30〉
演 - 工藤阿須加
キッチンカーのシェフ。無口で不愛想。酒に弱い。
河合花〈22〉
演 - 古川琴音
楓の後輩でアシスタントディレクター。グラフィックの勉強で海外留学をするために退職。
白田
演 - 水間ロン
マッチングアプリで出会った楓のデート相手。
玲央〈20〉
演 - 西野入流佳
楓の行きつけであるバルの店員。
真衣
演 - 野呂佳代
楓の友人。
桑原一郎
演 - 平子祐希（アルコ&ピース）
映像会社社長。
小倉博昭〈38〉
演 - 塚本高史（友情出演）
キッチンカーにコーヒーを買いに来たサラリーマン。不倫中で絵里に離婚の意思を伝える。
小倉絵里
演 - 酒井若菜（友情出演）
小倉の妻。
男性
演 - 眞島秀和
マッチングアプリで出会った楓のデート相手。
海
演 - 森優理斗
幼稚園児。
玉木和志
演 - 光石研
楓の父。自身の不倫が原因で離婚するが、不倫相手に振られる。その後別の女性と再婚し、新たな家族を築いている。
玉木ふじ子
演 - 吉行和子
楓の祖母。階段から足を滑らせて骨折し入院したため、商店街の祭りで出店予定だった弁当屋を手伝ってほしいと楓たちに頼む。

## スタッフ
- 脚本 - 大島里美
- 演出 - 萩原健太郎
- 主題歌 - Official髭男dism「最後の恋煩い」（ラストラム・ミュージックエンタテインメント）（[1]
- 挿入歌 - Official髭男dism「ビンテージ」「ラストソング」（ラストラム・ミュージックエンタテインメント）
- 撮影 - 伊藤元
- 照明 - 大堀治樹
- 録音 - 渡辺寛志
- 編集 - 平井健一
- オンライン/CG - 太田貴寛
- グレーディング - 高橋直孝
- MA - 渡辺寛志
- 音楽プロデューサー - 戸波和義
- 音楽 - Kohei Kamoto、yuma yamaguchi
- 美術 - 宮守由衣
- 美術進行 - 山本志穂
- 装飾 - 澤田望
- スタイリスト - Remi Takenouchi
- ヘアメイク - 古久保英人
- エキストラ担当 - 船谷純矢
- 制作担当 - 松嶋翔
- ラインプロデューサー - 西澤桂
- 協力プロデューサー - 本間綾一郎
- 記録プロデューサー - 三田真奈美
- プロデューサー - 重松圭一（カンテレ）、豊福陽子、梶山貴弘
- 制作協力 - イースト・ファクトリー
- 制作著作 - カンテレ